# Sodo (Pakel)
Sodo is een bestuurslaag in het regentschap Tulungagung van de provincie Oost-Java, Indonesië. Sodo telt 2902 inwoners (volkstelling 2010).